# BHS-Sonthofen
BHS-Sonthofen ist eine international tätige Unternehmensgruppe des Maschinen- und Anlagenbaus. Sie ist spezialisiert auf Verfahrenslösungen, Technologien und Beratungsleistungen in den Bereichen mechanische und thermische Verfahrenstechnik. BHS-Sonthofen bietet Verfahrenslösungen für Unternehmen aus verschiedenen Branchen an, darunter Chemie, Pharma, Nahrungs- und Futtermittel, Kraftwerkstechnik, Beton- und Baustoffherstellung, Gesteinsindustrie, Bergbau sowie Recycling- und Entsorgungstechnik. Der Sitz des mittelständischen Unternehmens ist in Sonthofen im Allgäu. Das Unternehmen hat mehrere Tochtergesellschaften und bedient Kunden weltweit in unterschiedlichen Branchen.

## Geschichte

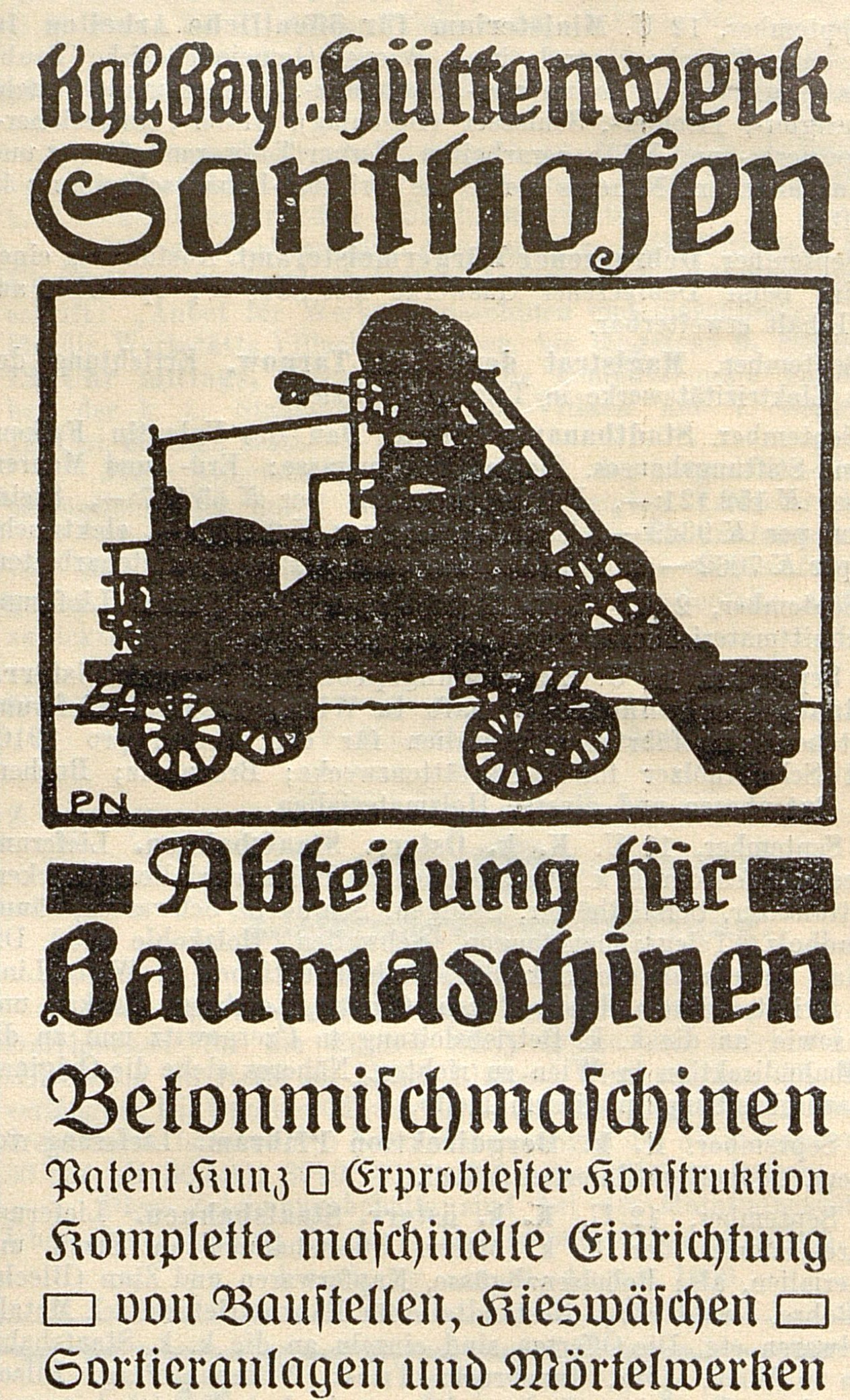
Anzeige für Baumaschinen des königlich bayerischen Hüttenwerks Sonthofen (1909)

Die Ursprünge gehen zurück bis zum Beginn des 17. Jahrhunderts. Erstmals wurde der Standort des Unternehmens im Jahre 1607 als Eisenschmelzwerk urkundlich erwähnt. Es wurde Schmiedeeisen auf der Grundlage von Eisenerzen aus der näheren Umgebung hergestellt. Als Folge des Reichsdeputationshauptschlusses wechselt 1803 das Werk vom fürstbischöflichen Besitz zum Bayerischen Staat. In der zweiten Hälfte des 19. Jahrhunderts begann der Einstieg in den Maschinenbau, der bald eine immer größere Bedeutung erlangte. Bereits damals wurden die ersten Mischer zu Betonherstellung sowie ab ca. 1912 Brecher zur Gesteinsaufbereitung hergestellt. 1888 wurde der erste Doppelwellen-Mischer zur Betonproduktion gefertigt. Bis zum Ende des Ersten Weltkriegs firmierte das Werk als „Königlich Bayerisches Hüttenwerk Sonthofen“. Mit der Gründung des Freistaats Bayern wurde aus dem Hüttenamt eine Zweigniederlassung des Staatsunternehmens BHS-Bayerische Berg-, Hütten- und Salzwerke AG, München. Der Standort expandierte im 20. Jahrhundert in weitere Arbeitsfelder des Maschinenbaus. 1996 wurde BHS-Sonthofen in der heutigen Struktur rechtlich verselbständigt und privatisiert. Seitdem sind die geschäftlichen Aktivitäten erheblich ausgebaut worden. Seit den neunziger Jahren des 20. Jahrhunderts ist BHS ein zunehmend internationales Unternehmen mit Tochtergesellschaften und Vertriebsstandorten in aller Welt. Die Exportquote liegt seit Jahren bei rund 80 %.

## Unternehmensstruktur

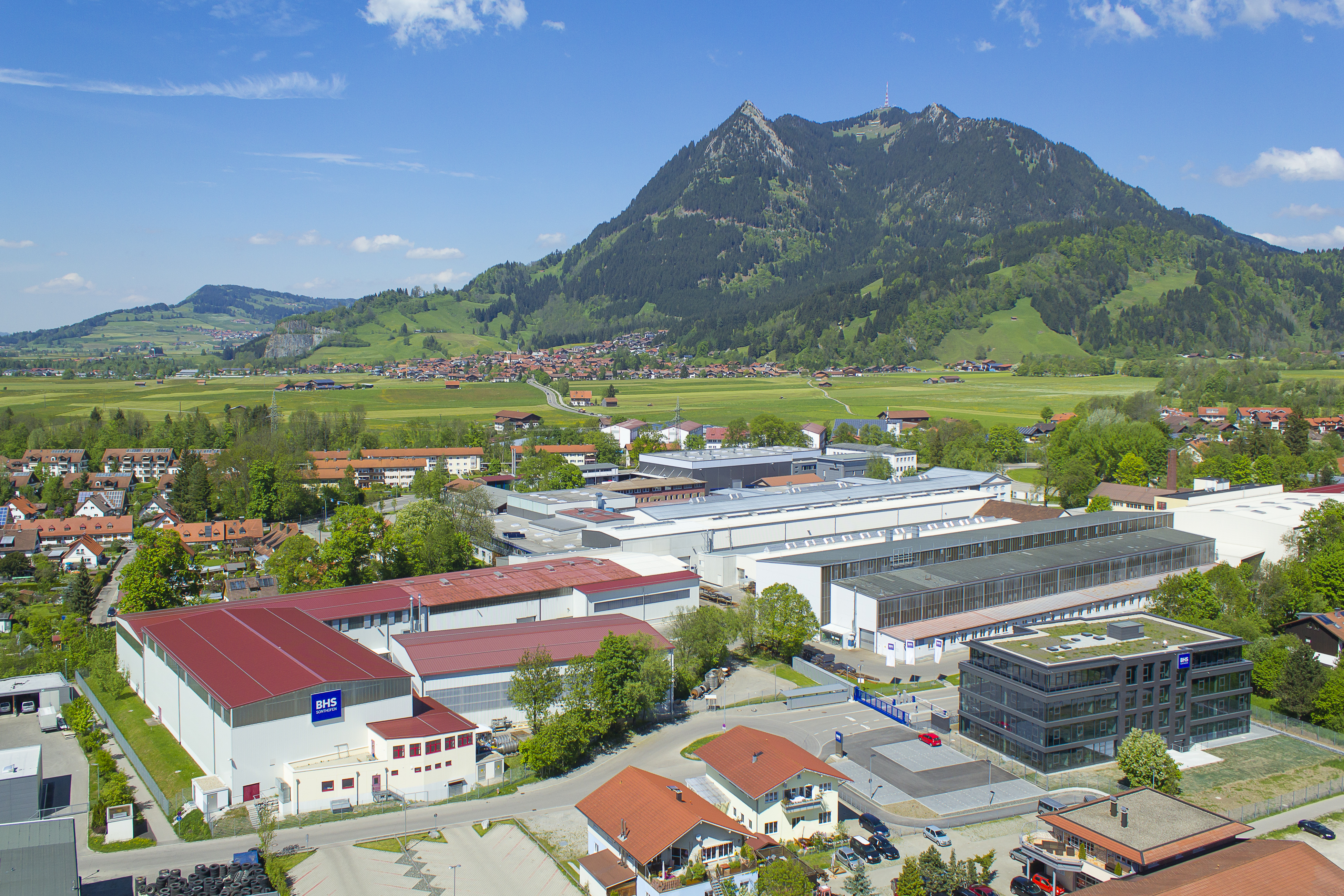
Luftaufnahme vom Werksgelände in Sonthofen

Am Stammsitz in Sonthofen sind rund 300 Mitarbeiter beschäftigt. Ein Großteil aller Erzeugnisse der drei Geschäftsbereiche werden dort produziert. Seit 2001 besteht ein Produktionswerk in Tianjin/China mit rund 100 Mitarbeitern und seit 2021 ein Werk in der Slowakei mit rund 80 Mitarbeitern. Weitere Tochtergesellschaften und Standorte gibt es in Herrsching am Ammersee, Babenhausen, Udine (Italien), Charlotte (North Carolina/USA), Schanghai (China), Hyderabad (Indien) und Russland. An allen Tochtergesellschaften hält BHS-Sonthofen 100 % der Gesellschaftsanteile.

## Geschäftsfelder
Das Unternehmen gliedert sich in drei Hauptgeschäftsbereiche sowie einen weiteren Geschäftsbereich einer Tochtergesellschaft:
Prozesstechnik
Rund um die Prozessschritte Fest-Flüssig-Trennung, Trocknen und Mischen bietet das Unternehmen Komponenten und Systeme. Dazu gehören neben Mischern, Trocknern und Reaktoren auch verschiedene Filtersysteme und Trockner zur  Fest-Flüssig-Trennung. Sie finden Anwendung  in der Chemischen Industrie, der Pharmazeutischen Industrie, der Nahrungs- und Futtermittelindustrie, Kraftwerkstechnik, Metallurgie und Öl- und Gasindustrie. Zum 4. April 2018 übernahm BHS-Sonthofen sämtliche Anteile an der AVA GmbH & Co. KG aus Herrsching am Ammersee. Die Aktivitäten der AVA wurden in den Geschäftsbereich Prozesstechnik integriert.
Baustoffmaschinen
Das Produktprogramm beinhaltet chargenweise und kontinuierlich betriebene Mischer für die Baustoffindustrie, insbesondere zur Herstellung von unterschiedlichsten Betonarten (Transport-, Fertigteil-, Staudamm-, Spezial-, Hochleistungs-, Walzbeton, Betonpflastersteinen) sowie Baustoffen aber auch für mineralische Düngemittel, die Rückverfüllung im Bergbau oder im Entsorgungsbereich. Die Prall-Zerkleinerungsmaschinen finden Einsatz bei der Veredelung von mineralischen Rohstoffen und der Herstellung von Gesteinskörnungen. Der BHS Doppelwellen-Chargenmischer kommt weltweit bei Großprojekten zum Einsatz, beispielsweise bei Stuttgart 21 oder dem Bau von Little Island, einer künstlichen Inselanlage bei New York City. Mit der Übernahme der Eurostar Concrete Technology gehören seit 2022 auch Planetenmischer zum Portfolio.
Recyclingtechnik
Für die Recyclingindustrie und Entsorgungsbranche werden Zerkleinerungsmaschinen und Trennapparate, aber auch komplette Verfahrenslösungen und Recyclinganlagen hergestellt. Ein Schwerpunkt ist die Aufbereitung von metallhaltigen Wertstoffen,  wie z. B. Schredderfraktionen, Elektro- und Elektronikschrott, Lithium-Ionen-Akkumulatoren, Metallschrott, Müllverbrennungsasche oder Metall- und Eisenhüttenschlacken. Zur Verwertung verschiedener industrieller Abfälle (z. B. Gipskarton, Metallschlämme und -stäube) stehen ebenfalls Zerkleinerungsmaschinen und Verfahrenslösungen zur Verfügung.